# Call It Love
Call It Love je EP Dada Topića. EP je izšel leta 1993 pri avstrijski založbi Montana Audio Productions. Avtor glasbe je Dado Topić, avtor besedil pa Andreas Zwertnig, sicer solastnik studia in založbe Montana Audio Productions.

## Seznam skladb
Vse skladbe sta napisala Dado Topić in Andreas Zwertnig.
| Št. | Naslov                | Dolžina |
| --- | --------------------- | ------- |
| 1.  | „Call It Love‟        | 4:59    |
| 2.  | „Today‟               | 4:53    |
| 3.  | „No More Lonely Days‟ | 4:32    |
| 4.  | „It's Only You‟       | 4:54    |